# Хубулури, Владимир Давидович
Владимир Давыдович Хубулури (31 декабря 1908, Гори, Тифлисская губерния — 29 марта 1982, Тбилиси) — советский военачальник, полковник (1943), генерал-майор (1953), участник Великой Отечественной войны.

## Биография
В октябре 1926 года вступил в Рабоче-крестьянскую Красную армию. С 1927 года учился в Северо-Кавказской горских национальностей кавалерийской школе в Краснодаре, а после окончания с 1930 года служил в Грузинском стрелковом полку.
В марте 1941 года он командовал 486-м стрелковым полком 177-й стрелковой дивизии, которая была переброшена в Ленинградскую область. Во время Великой Отечественной войны дивизия входила в состав Северного фронта. В 1941 году дивизия входила в Лужскую оперативную группу, которая прикрывала юго-западные подступы к Ленинграду. В августе во время этих сражений он был ранен и до марта 1942 года находился в больницах. В итоге, была ампутирована кисть правой руки.
В июне 1942 года он исполнял должность начальника 2-го Тбилисского пехотного училища. Демонстрировал курсантам прыжок через коня с одной рукой.
С июля 1943 год и до конца войны он занимал должность командира 296-й Грузинской стрелковой дивизией 12-го стрелкового корпуса 45-й армии Закавказского фронта.
С нюня 1951 года занимал должность начальника Тбилисского пехотного училища.
В марте 1968 года был уволен в отставку.

## Награды
- Орден Ленина (21.02.1945);
- 3 Ордена Красного Знамени (31.03.1943);
- 2 Ордена Красной Звезды (1940; 03.11.1944);
- Орден «Знак Почёта» (16.08.1936);
- Медаль «За оборону Ленинграда» (28.09.1943);
- Медаль «За победу над Германией в Великой Отечественной войне 1941—1945 гг.» (09.05.1945)[1].